# Ňazepetrovsk
Ňazepetrovsk (rusky Нязепетровск) je město v Čeljabinské oblasti v Ruské federaci. Při sčítání lidu v roce 2010 měl přes dvanáct tisíc obyvatel.

## Poloha a doprava
Ňazepetrovsk leží na jihozápadě Středního Uralu při ústí řeky Ňazji zprava do Ufy (povodí Kamy). Od Čeljabinsku, správního střediska oblasti, je vzdálen přibližně 340 kilometrů severozápadně.
Přes město prochází železniční trať vedoucí od Čusovoje přes Družinino do Berďauše, která byla postavena v roce 1916 jako Západouralská dráha.

## Dějiny
Ňazepetrovsk vznikl v roce 1747, kdy zde Pjotr Ignaťjevič Osokin založil železárnu Ňazepetrovskij Zavod. Jméno železárny i sídla je složeninou jména řeky a křestního jména zakladatele.
Městem je Ňazepetrovsk od roku 1944.

### Rodáci
- Boris Dmitrijevič Gibalin (1911-1982), hudební skladatel
- Ivan Nikolajevič Kolin (1922-1985), ženista Rudé armády, Hrdina Sovětského svazu